# ماکسیم بارتلم
ماکسیم بارتلم (انگلیسی: Maxime Barthelmé؛ زادهٔ ۸ سپتامبر ۱۹۸۸) بازیکن فوتبال اهل فرانسه است که در پست هافبک بازی می‌کند.
از باشگاه‌هایی که در آن بازی کرده‌است می‌توان به باشگاه فوتبال پاریس، باشگاه فوتبال لوریان و باشگاه فوتبال گنگام اشاره کرد.